# 60 Echo
För andra betydelser, se Echo (olika betydelser).
60 Echo eller A899 EB är en asteroid upptäckt 14 september 1860 av den amerikanska astronomen James Ferguson i Washington, D.C.. Asteroiden har fått sitt namn efter Echo, en nymf inom grekisk mytologi.